# Aizhouzai
Aizhouzai (kinesiska: 隘洲仔) är en ö i Kina. Den ligger i provinsen Guangdong, i den södra delen av landet, omkring 140 kilometer sydost om provinshuvudstaden Guangzhou. Arean är 0,66 kvadratkilometer. Den sträcker sig 1,2 kilometer i nord-sydlig riktning, och 1,0 kilometer i öst-västlig riktning.